# Francesc Quintana

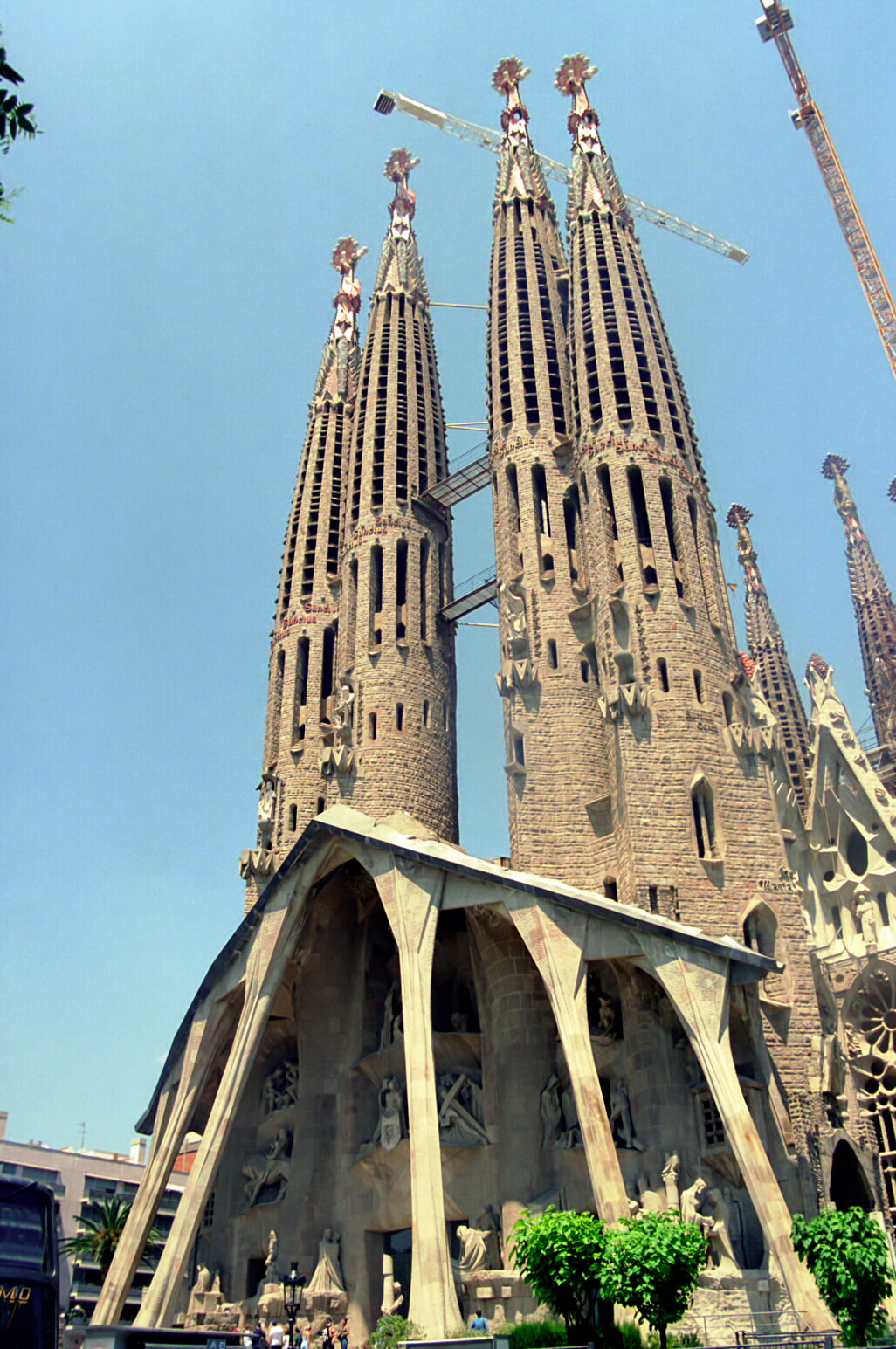
Fachada da Paixão da Sagrada Família

Francesc de Paula Quintana i Vidal (Barcelona, 1892 - idem, 1966) foi um arquiteto espanhol. Diplomado em 1918, foi colaborador de Antoni Gaudí no Templo Expiatório da Sagrada Família, e sucedeu a Domènec Sugrañes na direção da obra. Em colaboração com Isidre Puig i Boada e Lluís Bonet i Garí encarregou-se  da nova fachada da Paixão. Realizou vários encargos para a Caixa d'Estalvis da Diputació de Barcelona, fazendo casas de aluguer de estilo novecentista nas ruas Còrsega 200, Muntaner 153 e Menéndez y Pelayo 10, de Barcelona, e casas de veraneio em Centelles. 
Autor da obra El hierro forjado español (1928). Quintana dirigiu a exposição de homenagem a Gaudí na Sala Parés (1927), e desde 1944 reorganizou a Junta do Templo da Sagrada Família e recompôs os gessos das maquetes destruídas em 1936, na Guerra Civil Espanhola.